# Sebastian Aders
Sebastian Aders (zm. 19 lipca 1649 roku w czasie oblężenia  Zbaraża) – inżynier i budowniczy za czasów Zygmunta III Wazy, pułkownik artylerii koronnej.